# 24204 Trinkle
24204 Trinkle è un asteroide della fascia principale. Scoperto nel 1999, presenta un'orbita caratterizzata da un semiasse maggiore pari a 2,8674965 UA e da un'eccentricità di 0,0686117, inclinata di 1,43752° rispetto all'eclittica.